# Cuse-et-Adrisans
Cuse-et-Adrisans är en kommun i departementet Doubs i regionen Bourgogne-Franche-Comté i östra Frankrike. Kommunen ligger i kantonen Rougemont som tillhör arrondissementet Besançon. År 2022 hade Cuse-et-Adrisans 280 invånare.

## Befolkningsutveckling
Antalet invånare i kommunen Cuse-et-Adrisans
Referens:INSEE